# Hagos Gebrhiwet

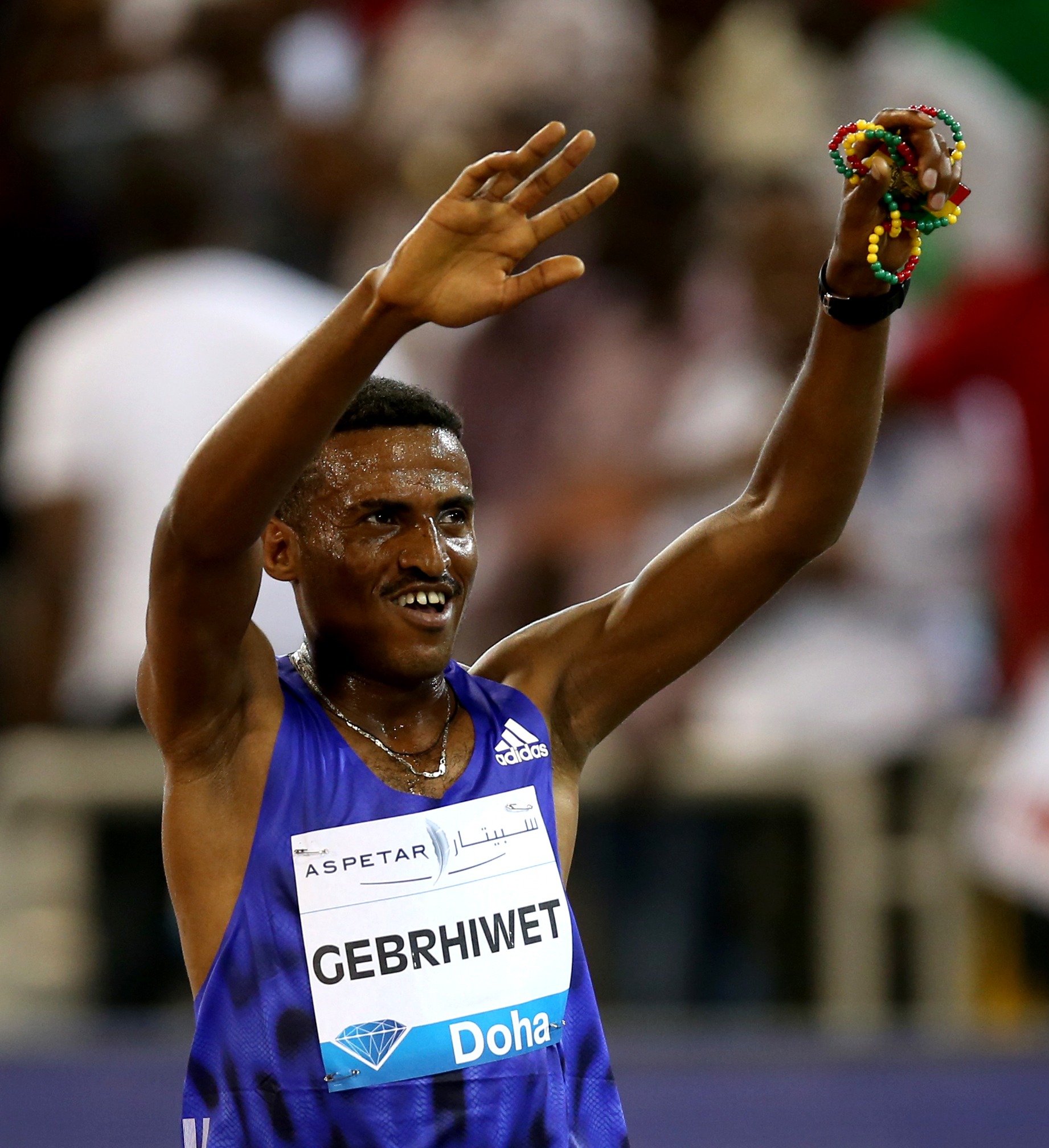
Hagos Gebrhiwet 2015 in Doha

Hagos Gebrhiwet (* 11. Mai 1994 in Ts'a'ida Imba) ist ein äthiopischer Langstreckenläufer aus Tigray und zweimaliger Olympionike (2012 und 2016).

## Werdegang
2011 gewann er die San Silvestre Vallecana über 10 km. Den wegen seines Gefälles nicht bestenlistentauglichen Kurs legte er in 27:57 min zurück. 2012 nahm er am Shanghai Golden Grand Prix teil und gewann den 5000-Meter-Lauf mit einer Zeit von 13:11,00 min. Im Juli sorgte Gebrhiwet für einen Junioren-Weltrekord als er beim Diamond League Meeting in Paris über 5000 m in 12:47,53 min als Gesamtzweiter auch die Olympiaqualifikation schaffte. Bei den Olympischen Sommerspielen in London wurde er Elfter über 5000 Meter.
2013 gewann Gebrhiwet das Juniorenrennen über 8 km bei den Crosslauf-Weltmeisterschaften in Bdygoszcz. Bei den Weltmeisterschaften in Moskau errang er hinter dem Briten Mo Farah die Silbermedaille im 5000-Meter-Lauf. Im folgenden Jahr wurde er bei den Hallenweltmeisterschaften in Sopot Fünfter über 3000 Meter.
Bei den Crosslauf-Weltmeisterschaften 2015 in Guiyang belegte Gebrhiwet den vierten Platz und trug damit zum Sieg Äthiopiens in der Mannschaftswertung bei. Am 29. August 2015 gewann er die Bronzemedaille im 5000-Meter-Lauf bei den Weltmeisterschaften in Peking.
Bei den Olympischen Sommerspielen 2016 in Rio de Janeiro gewann Gebrhiwet im 5000-Meter-Lauf die Bronzemedaille hinter dem Briten Mo Farah und dem US-Amerikaner Paul Kipkemoi Chelimo.
Im August 2018 lief er in Brüssel die 5000 m in 12:45,82 min, womit er zu diesem Zeitpunkt auf Rang 5 der ewigen Weltbestenliste lief.
2019 siegte Gebrhiwet in Hengelo bei den äthiopischen Ausscheidungswettkämpfen für die Weltmeisterschaften in Doha über 10.000 m mit einer Zeit von 26:48,95 min. Bei den Weltmeisterschaften selbst kam er mit 27:11,37 min auf Rang 9 ins Ziel.
Ende Mai 2024 erzielte Gebrhiwet bei seinem Sieg in Oslo über 5000 m mit 12:36,73 min die zweitschnellste über diese Strecke jemals gelaufene Zeit.

## Persönliche Bestzeiten
- 3000 m: 7:30,36 min, 10. Mai 2013, Doha
  - Halle: 7:32,87 min, 2. Februar 2013, Boston
- 5000 m: 12:36,73 min, 31. Mai 2024, Oslo
- 10.000 m: 26:48,95 min, 17. Juli 2019, Hengelo